# P Эридана
p Эридана (лат. p Eridani) — двойная звезда в созвездии Эридана. Находится на расстоянии около 26 световых лет от Солнца.

## Наименование
Раньше эту звезду иногда обозначали «6 Эридана», что обусловлено недоразумением. Согласно журналу «Nature» от 19 апреля 1883 года (с. 589), эту звезду:
...иногда неправильно называли «6 Эридана», что подразумевало её принадлежность к каталогу Флемстида. Объект с таким обозначением в этом каталоге действительно есть, однако это совершенно другая звезда — B.A.C. 926, в то время как данная двойная звезда — это B.A.C. 521. Букву «р» присвоил звезде Лакайль в своём каталоге Coelum Australe Stelliferum. Цифра «6» была просто позаимстована у Боде.
 (англ. ...occasionally miscalled 6 Eridani, which would imply that it was one of Flamsteed's stars. Flamsteed, it is true has a star which he calls 6 Eridani, and which is B.A.C. 926, the binary is B.A.C. 521. The letter p was attached to a star by Lacaille in the catalogue at the end of his Coelum Australe Stelliferum. The number '6' is merely borrowed from Bode.)
Нумерация по каталогу Боде широко использовалась в начале XIX века, но потом вышла из употребления. Сейчас обозначение звезды, состоящее из её номера в созвездии и названия этого созвездия, понимается как обозначение по Флемстиду.

## Характеристики
Согласно Шестому каталогу орбит визуально-двойных звёзд, компоненты системы разделены между собой расстоянием 63,7 а.е. Они движутся по вытянутой эллиптической орбите (e=0,534), максимально приближаясь друг другу на расстояние 29,7 а.е. и удаляясь на 97,7 а.е. соответственно. Полный оборот вокруг общего центра масс происходит за 484 года. Следующий апоастр ожидается в 2048 году.

### p Эридана А
Главный компонент системы представляет собой оранжево-красный карлик главной последовательности с массой около 88 % солнечной, радиусом 79 % солнечного и светимостью 28 % солнечной.

### p Эридана В
Более тусклый компаньон, тоже оранжево-красный карлик главной последовательности, имеет не более 86 % массы Солнца, 60 % его диаметра и 25 % светимости.

## Ближайшее окружение звезды
Следующие звёздные системы находятся на расстоянии в пределах 10 световых лет от p Эридана:
| Звезда      | Спектральный класс | Расстояние, св. лет |
| CD-68 47    | K0 V               | 5,4                 |
| ζ Тукана    | F8-G0 V            | 6,4                 |
| L 362-81    | DA5 VII            | 9,5                 |
| Глизе 86 AB | K1 V/DA            | 9,8                 |
| β Гидры     | G1-2 IV            | 10,0                |

## Научная фантастика
- В романе Рейнольдса «Пропасть искупления» в системе p Эридана расположена планета Арарат, населенная негуманоидной разумной жизнью Трюкачами (англ. Jugglers). Население, спасенное с Ресургема «Ностальгией по бесконечности», основало здесь колонию.